# Mr. Lucky (album John Lee Hooker)
Mr. Lucky è un album del 1991 del cantante, cantautore e chitarrista blues americano John Lee Hooker. Prodotto da Ry Cooder, Roy Rogers e Carlos Santana sotto la produzione esecutiva di Mike Kappus, l'album comprendeva musicisti tra cui Keith Richards, induttore della Blues Hall of Fame Johnny Winter; e tre indotti della Rock and Roll Hall of Fame, Van Morrison, Booker T. Jones e Johnnie Johnson. Rilasciato su Virgin Records, incluso sulla sua etichetta di stampa Classic Records, Mr. Lucky raggiunse la posizione #101 nella classifica di "Billboard 200".
Nel 1989, John Lee Hooker ottenne un successo commerciale e critico con The Healer, un album che lo associò a musicisti tra cui Carlos Santana e Bonnie Raitt, con i quali Hooker condivise il Grammy Award come "Migliore registrazione Blues tradizionale" per la traccia In the Mood. Con Mr. Lucky, i produttori Cooder, Rogers e Santana seguono la stessa formula di successo, mescolando recensioni critiche; Rolling Stone ha elogiato l'album come un perfezionamento rispetto al suo predecessore con un "all around ... più nitido in forma", i suoi ospiti illustri fungono da "superbi sidemen per un grande bluesman". Entertainment Weekly, al contrario, ha descritto l'album essenzialmente "un album tributo" in cui "la maggior parte dei brani ... non sembrano affatto Hooker". Nonostante l'accoglienza mista, l'album ha registrato una buona classifica, raggiungendo il numero 101 nella classifica "Billboard 200" nel 1991 e godendo anche di successi nelle vendite internazionali. È stato nominato, ma non ha vinto, un Grammy.

## Tracce
1. I Want to Hug You – 2:52 (Hooker, Al Smith)
2. Mr. Lucky – 4:38 (Hooker, Smith)
3. Backstabbers – 5:01 (Hooker, Smith)
4. This Is Hip – 3:23
5. I Cover the Waterfront – 6:39
6. Highway 13 – 6:32
7. Stripped Me Naked – 4:18 (Hooker, Benny Rietveld, Carlos Santana, Chester Thompson)
8. Susie – 4:23
9. Crawlin' King Snake – 3:20 (Tony Hollins, Bernard Besman, Hooker)
10. Father Was a Jockey – 4:58